# Ezomeprazol
Az ezomeprazol (INN: esomeprazole) az omeprazol S-izomerje, amely specifikus, célzott hatásmechanizmussal csökkenti a gyomorsósav-szekréciót. Az ezomeprazol a parietális sejtekben lévő protonpumpa specifikus gátlója. Az omeprazol R- és S-izomerjeinek szervezetre kifejtett hatása hasonló.
Az ezomeprazol gyenge bázis, mely a parietalis sejt intracelluláris canaliculusának savas környezetében aktiválódik, ahol a H+K+-ATPáz enzimet, azaz a protonpumpa működését gátolja. Mivel a sósavképződés utolsó lépcsőjét gátolja, ezért mind a bazális, mind az inger hatására képződött sósavtermelést egyaránt hatásosan csökkenti.

## Készítmények
- Nexium (AstraZeneca)

## Külső hivatkozások
- http://www.purplepill.com/